# Distretto di Sungurlu
Il distretto di Sungurlu (in turco Sungurlu ilçesi) è uno dei distretti della provincia di Çorum, in Turchia.